# Облога Тіра
Облога Тира (січень-липень 332 до н. е.) — семимісячна облога і штурм Александром Македонським фінікійського міста Тир. Падіння неприступного міста стало не тільки однією з найяскравіших перемог Александра, а й увійшло в аннали світового військового мистецтва.

## Передісторія
У битві при Іссі в листопаді 333 до н. е. Александр Македонський розгромив військо перського царя Дарія III. Останній втік углиб своєї держави, а Александр рушив у Фінікію, щоб убезпечити свій тил від перського флоту. Бібл, Сидон і Арвад підкорилися Александру, але найбільше місто Фінікії, Тір, відмовилось впустити македонців, хоча обіцяло укласти з Александром союз та не допомагати персам. Між тим тірський цар Адземілк воював на боці персів, а тірська флотилія була одна з найчисленніших у Середземному морі. Македонський цар так виклав перед своїми воєначальниками необхідність облоги Тіра:
|  | ... нам небезпечно йти у похід на Єгипет (адже на морі панують перси) і переслідувати Дарія, залишивши за собою це місто, на яке не можна покластися, а Єгипет і Кіпр у руках персів. Це небезпечно взагалі, а особливо для стану справ в Елладі. Якщо перси знову заволодіють узбережжям, а ми у цей час будемо йти з нашим військом на Вавилон і на Дарія, то вони, маючи у своєму розпорядженні ще більші сили, перенесуть війну в Елладу; лакедемонці відразу ж почнуть з нами війну; Афіни досі утримував від неї більше страх, ніж прихильність до нас. Якщо ми зметемо Тір, то вся Фінікія буде нашою і до нас, зрозуміло, перейде фінікійський флот, а він у персів найбільший і найсильніший. ... Володіючи на морі македонськими та фінікійськими кораблями і приєднавши Кіпр, ми міцно затвердимо наше морське панування, і тоді похід у Єгипет не буде для нас важким. А коли ми підкоримо Єгипет, то ні в Елладі, ні вдома не залишиться більше нічого, що могло б вселяти підозру, і тоді ми і підемо на Вавилон, зовсім заспокоївшись щодо наших домашніх справ. |

## Неприступний Тир

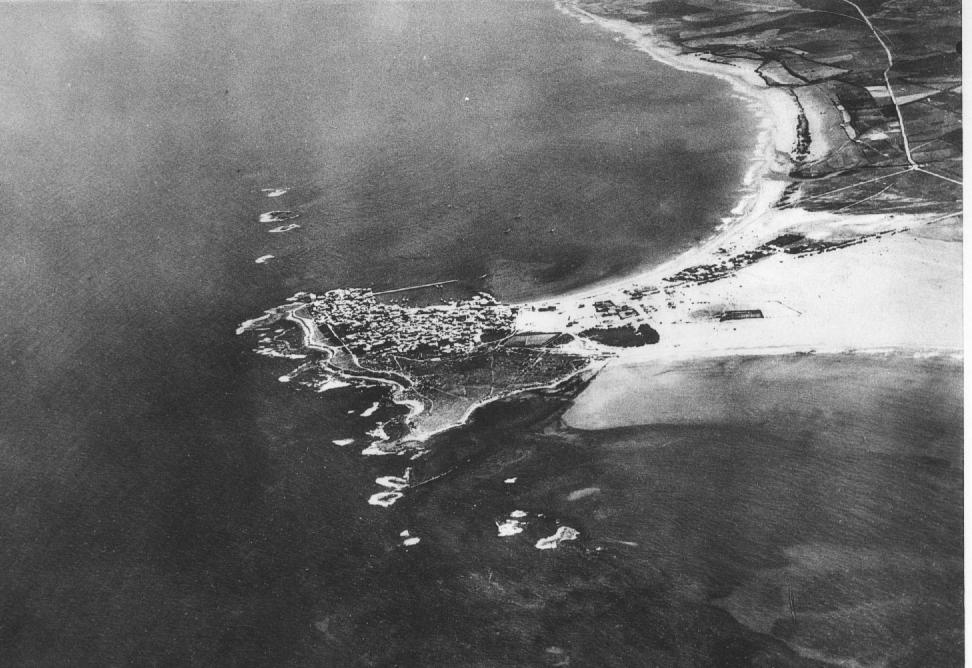
Знімок з літака у 1934 році острова, на якому знаходився стародавній Тир. Частину острова розмило, сам він з'єднався перемичкою з материком. Видно залишки північної гавані.

Тир розташовувався на скелястому острові, куди його перенесли жителі у 586 до н. е., рятуючись від військ вавилонського царя Навуходоносора. На материку залишилися цвинтарі і руїни старого міста, а новий Тир обнесли високою стіною по всьому периметру острова. У ході археологічних робіт визначено, що острівна площа Тіра дорівнювала приблизно 58 га. Протяжність острова в античний час була 1,6 км, у наш час обриси змінилися — острів з'єднався перемичкою з материком, а його довжина зменшилася до кілометра. Ширина протоки, що відокремлює острів від материка, становила в античний час 4 стадії, тобто 700—800 м. Глибина протоки не перевищувала 5 м, поблизу материкового берега дно було мілке і замулене. У 2 гаванях Тира, південно-східній і північній, базувався сильний флот, здатний прорвати морську блокаду. Північна або Сидонська гавань збереглася до наших днів.
Крім моря місто захищала стіна, про яку свідчить Арріан:
|  | «Стіни у них з боку насипу були заввишки трохи менше 45 метрів і відповідної ширини, з великих каменів, з'єднаних вапном. |

В античний час письменники любили барвисті перебільшення. Геродот писав, що стіни Вавилона сягали 100 метрів у висоту. Однак, наприклад, внутрішні стіни Константинополя візантійського часу, одного з наймогутніших фортифікаційних споруд давнини, мали висоту 12 метрів. Найвищі стіни середньовічних англійських замків сягали тільки 13 метрів. Тим не менш, висота стін Тіра 45 м (висота 15-поверхового будинку) не виглядає таким вже перебільшенням. Башта німецького замку Марксбург на Рейні досягає такої висоти. Цілком можливо, що Арріан, повідомляючи про 45 метрів висоти, передавав висоту найвищої вежі Тира, зведеної у бік материка на найнебезпечнішому напрямку. Стіни на інших напрямках були, звичайно ж, нижче, і за оцінкою могли бути не вище 8-10 метрів.
Місто захищали 8-9 тисяч чоловіків, громадян Тира. Згідно з Юстином, Курцієм і Діодором тірійці вивезли до Карфагена частину небоєздатного населення, проте більша частина жінок та дітей залишилася у місті.
Тірійці розраховували на свій сильний флот, неприступність острова і допомогу союзного Карфагена. Александр, натомість, мав непереможну сухопутну армією, розпоряджався людськими ресурсами підвладних народів і вірою у божественні знамення, що сприяють йому.

## 1-й етап облоги

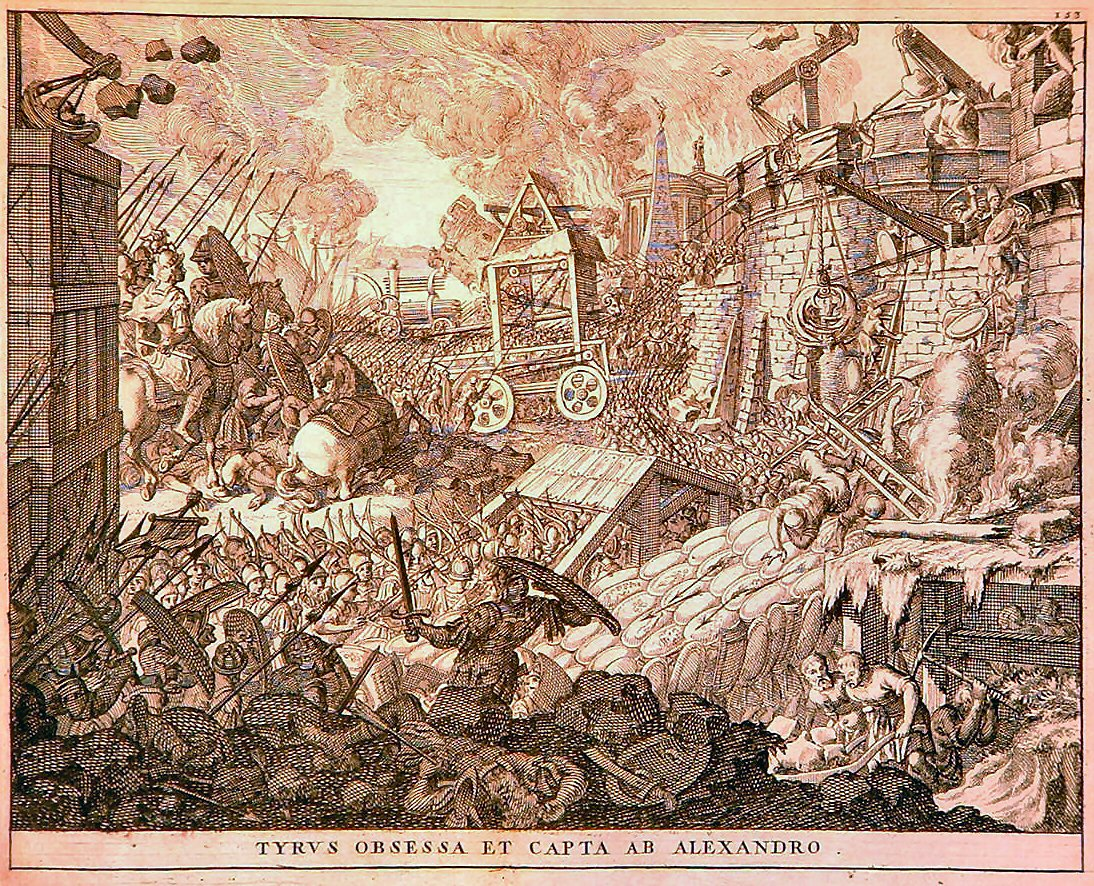
Облога Тіра. Малюнок кінця XVII ст.

Александр вирішив поєднати насипом материк з містом, а потім по насипу підвести
облогові машини до стін Тіра. За 60 років до Александра подібне проробив сиракузький тиран Діонісій I, коли тримав в облозі сицилійське місто Мотій, розташоване на острові приблизно за 1,2 км від берега. Однак протока, що відокремлює Мотій від берега, була неглибока на відміну від Тіру.
Облоговими роботами керував військовий інженер Александра — Діад Пеллійській. Десятки тисяч людей зайнялися будівельними роботами: вбивалися кілки у мулисте дно, насипалися камені, поверх них валили лісовий матеріал. Руїни старого Тіра на материку були джерелами каменю, дерева підвозили з Ліванських гір. Мол, шириною у 60 метрів, повільно підповзав до міста.
Для захисту будівельників від вилазок тірських трієр македонці встановили на насипу дві дерев'яні вежі, прикриті шкурами і шкірами від вогненних стріл. Тірійці підвели судно, до країв наповнене горючим матеріалом, прямо до вежі. Пожежу не давали гасити, обстрілюючи македонців з трієр. Потім тірійці випливли з міста на безлічі човникі і зруйнували насип. У той же день піднявся вітер, який довершив знищення молу.
Александр розпорядився про будівництво нового насипу, ширше колишнього, а сам вирушив до Сидона збирати свій флот, без якого облога Тіра виглядала безнадійною.

## 2-й етап облоги

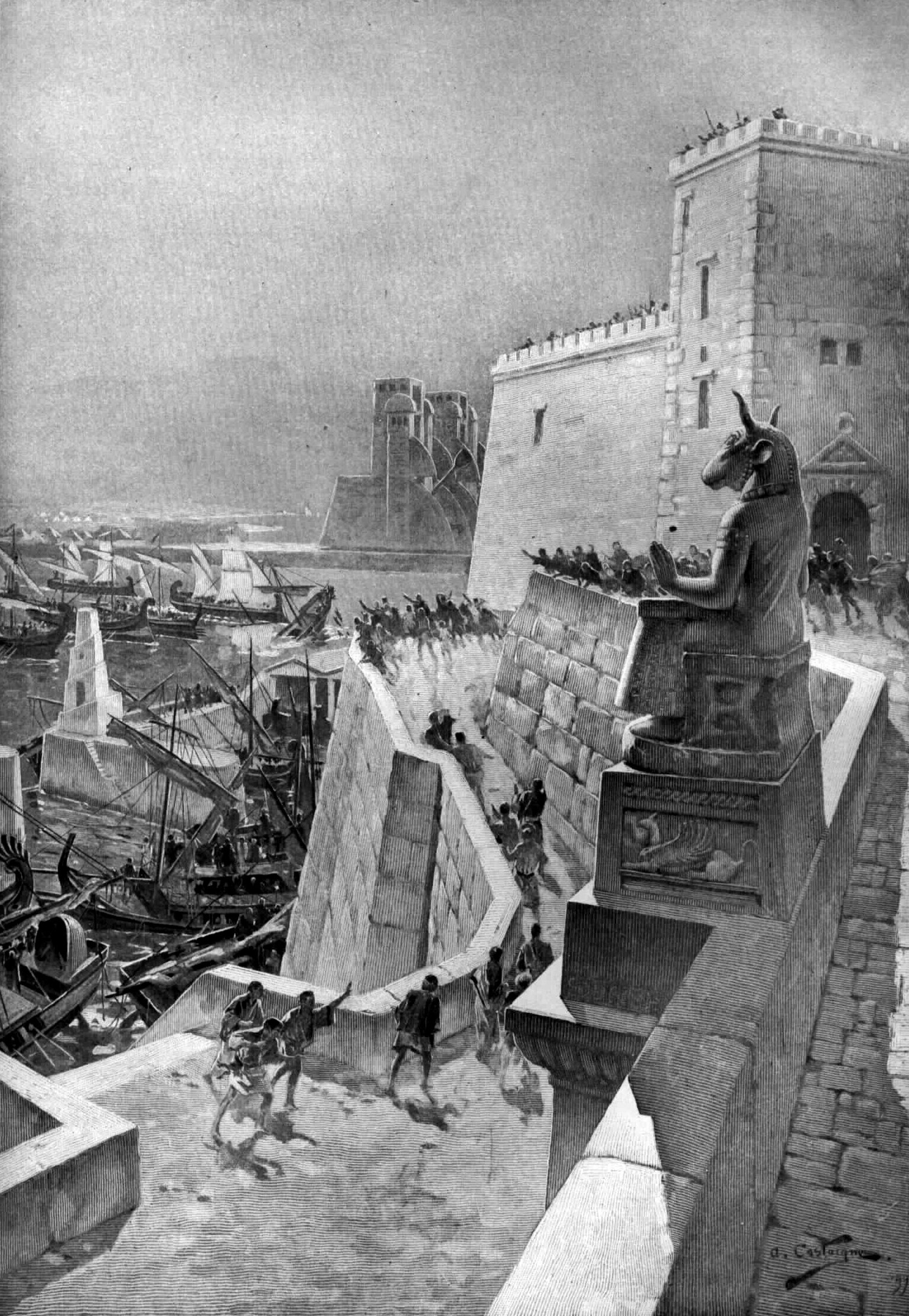
Облога Тіра. Малюнок художника XIX століття Andre_Castaigne

Герострат, цар Арада, і Еніл, цар Библа, дізнавшись, що міста їх у владі Александра, відпали від персів і припливли до македонського царя. Разом з флотилією Сидона кількість фінікійських кораблів під керівництвом Александра становила 80. Ще близько 25 кораблів прислали союзники з малоазійських держав. Кіпрські царі з 120 кораблями також приєдналися до Александра. Таким чином флот Александра становив близько 225 кораблів (за Арріаном, Курцій говорить про флот у 190 кораблів).
Тірійці не прийняли морської битви та сховались у своїх гаванях. Кіпрська флотилія блокувала північну з них, обернену в бік Сидона, а фінікійський флот південну, обернену до Єгипта. Ремісники виготовили безліч облогових знарядь, одні з яких підвели до стін Тіра відновленим насипом, інші встановили на кораблях, що встали на якорі уздовж стіни. Таранами прямо з кораблів намагалися пробити стіну. Перш ніж підвести кораблі, довелося витягнути великі камені з мілководдя біля стін. Тірійці постійно влаштовували вилазки, підрізаючи якірні канати, поки македонці не стали використовувати ланцюги для якорів. В одну з вилазок тірійці раптово атакували флот кіпріотів і пустили на дно кілька їхніх кораблів, а ще більше пошкодили. Правда, й самі вони понесли важкі втрати при відступі.
Нарешті, Александр приступив до штурму оточеного з усіх боків міста:
|  | Оскільки тепер від флоту тірійцям не було ніякої користі, то македонці змогли підвести машини до самих стін. Машини, що стояли на насипу, не завдали стіні ніяких значних пошкоджень: така вона була міцна. Підвели деякі судна з машинами і з того боку міста, яка була звернена до Сидону. Коли і тут нічого не добилися, Александр, продовжуючи всюди свої спроби, перейшов до південної стіни, зверненої убік Єгипту. Тут, нарешті, стіну на значному проміжку розхитали; частина її обламалися і звалилася. Там, де вона зруйнувалась, зробили, як було можливо, містки і протягом короткого часу намагалися йти на приступ; тірійці, проте, легко відкинули македонців. |

Діодор додає, що пролом був близько 30 м у довжину, але за ніч тірійці відновили стіну.
Через 3 дня Александр відновив штурм. Спочатку розхитали стіну біля південної гавані, потім до проробленого пролому підійшли кораблі з містками і піхотою. Першим зійшов на стіну Тіра македонець Адмет зі своїми щитоносцями. Незабаром македонці захопили всі стіни з вежами і проникли у місто. Одночасно кораблі кіпріотів і союзних фінікійців увірвалися в обидві гавані Тіра. Почалася різанина захисників міста.
Місто впало на 7-й місяць облоги у липні 332 до н. е.

## Підсумки облоги Тіра
За час облоги загинуло близько 400 македонців. Тірійці втратили від 8 до 9 тисяч: 6-7 тисяч загинуло під час штурму, ще 2000 розп'яли на хрестах уздовж моря. При цьому з чоловіків залишилась у живих лише невелика кількість осіб з числа правителів міста, які сховалися у священному храмі Геракла.
За словами Арріана, у рабство продали 30 000 захоплених жителів Тіра. Діодор пише про 13 000 бранців. Курцій повідомляє, що близько 15 000 жителів врятували мешканці іншого фінікійського міста Сидону, які таємно переправили тірійців до себе (фінікійці славилися як работоргівці, можливо, з 30 тисяч бранців половину продали через сидонян).
Александр заселив Тір населенням з навколишніх місць, призначив їм нового царя, а сам рушив до Єгипту через Палестину, де йому довелося брати в облогу філістимське місто Газу.